# Academic Press
Academic Press (Londres, Oxford, Boston, Nova York i San Diego) és una editorial de llibres acadèmics fundada el 1941. Va llançar una divisió britànica a la dècada de 1950. Academic Press va ser adquirida per Harcourt, Brace & World el 1969. Reed Elsevier va dir l'any 2000 que compraria Harcourt,  un acord completat l'any següent, després d'una revisió regulatòria. Així, Academic Press va passar a ser una empremta d'Elsevier.
Academic Press publica llibres de referència, a més de productes en línia, sobre Biologia, Física, Psicologia, Economia, Finances, Neurociència, Enginyeria ambiental, Enginyeria de telecomunicacions, Enginyeria alimentària i Nutrició.
Entre els seus productes més coneguts es troben la sèrie de publicacions científiques “Methods in Enzymology”, a més d'enciclopèdies com ara “The International Encyclopedia of Public Health” i l'”Encyclopedia of Neuroscience”.